# Christian Heinrich Burckhardt
Christian Heinrich Burckhardt (auch Burkhardt; * 16. April 1824 in Eisfeld; † 14. September 1893 in München) war ein deutscher Glasmaler, der mit seinem Bruder Heinrich und seinem Sohn Christian in München eine Glasmalereiwerkstatt betrieb.

## Leben

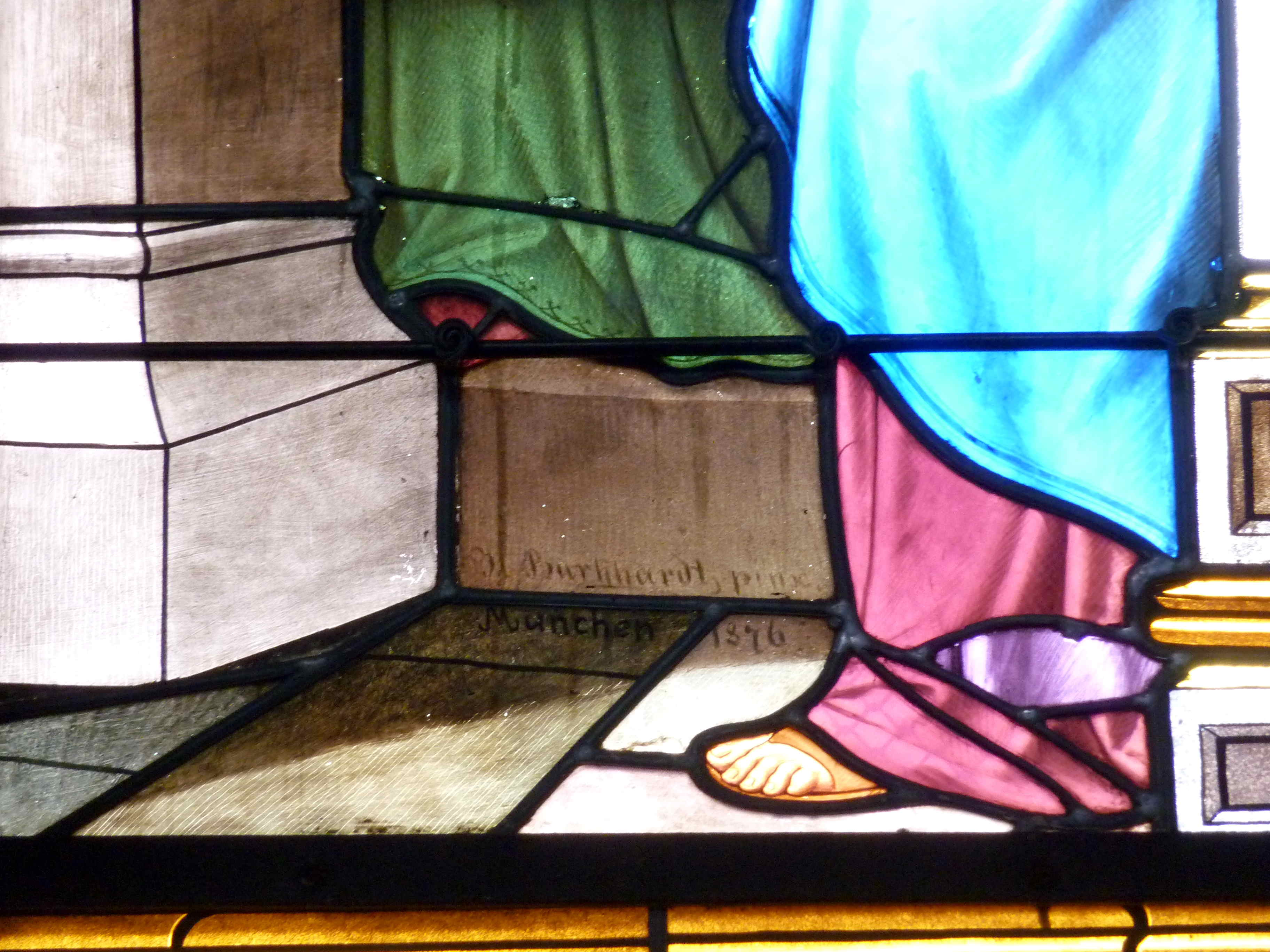
Signatur von Christian Heinrich Burckhardt auf einem Bleiglasfenster der Kirche Saint-Didier in Willer-sur-Thur

Christian Heinrich Burckhardt wurde als Sohn des Stadtkämmerers Johannes Burkhardt und dessen Ehefrau Katharina, geb. Schwenk, in Eisfeld in Thüringen geboren. Schon in jungen Jahren leitete ihn sein Vater zum Zeichnen an und bereits mit 14 Jahren gab Christian Heinrich Burckhardt selbst Zeichenunterricht.
Nach dem Abschluss der Bürger- und Lateinschule beschäftigte sich Christian Heinrich Burckhardt zunächst mit der Porzellanmalerei. Um sich darin weiter auszubilden, ließ er sich in München nieder, wo er ab 1844 die Königliche Akademie der Bildenden Künste besuchte, an der sein älterer Bruder Heinrich Ludwig bereits seit 1840 studierte. Dort lehrten u. a. der Historienmaler Joseph Schlotthauer und Heinrich Maria von Hess, der auch an der 1827 vom bayerischen König Ludwig I. gegründeten Königlichen Glasmalereianstalt tätig war. Außerdem besuchte Christian Heinrich Burckhardt Vorlesungen zur Chemie an der Polytechnischen Hochschule München und setzte sich mit technischen Problemen der Glasmalerei auseinander, u. a. mit der Herstellung von Schmelzfarben.
In München trat Christian Heinrich mit seinem Bruder Heinrich Ludwig zunächst in die Königliche Glasmalereianstalt unter der Leitung von Max Emanuel Ainmiller ein. Nachdem die Anstalt 1851 in den Besitz Ainmillers übergegangen war, gründeten die Brüder eine eigene Werkstatt für den Entwurf und die technische Ausführung von Glasgemälden. 1851 nahmen sie mit teilweise eigens zu diesem Zweck hergestellten Glasbildern an der ersten Weltausstellung teil, der Londoner Industrieausstellung, 1852 (oder 1854) an der Exposition universelle des produits de l'industrie in Paris, 1854 an der Ersten Allgemeinen Deutschen Industrieausstellung in München und 1861 an der Kirchlichen Kunstausstellung in Speyer.
Während Heinrich Ludwig unverheiratet blieb, ging Christian Heinrich mit Mathilde Hopf aus Eisfeld die Ehe ein. Der Ehe entstammten drei Söhne: Arthur (* 1851 in Eisfeld) wurde Jurist und schließlich Landgerichtsdirektor am Obersten Landgericht in München; Heinrich jun. (* 1853 in München) studierte Historienmalerei an der Münchner Kunstakademie; Christian (* 1856 in München) bildete sich zum Entwerfer und Zeichner für Glasmalerei aus, wurde 1881 Teilhaber der nun „Burkhardt & Sohn“ genannten Firma und übernahm 1893 die alleinige Leitung.

## Aufträge
Im Jahr 1857 schuf er Bleiglasfenster für die Kirche in Burghausen, 1861 für die Kirche in Schwabering, einer Pfarrgemeinde von Söchtenau, und von 1861 bis 1864 Fenster für die Kirche in Emertsham.
Für die Kirche Saint-Étienne in Mulhouse schuf Christian Heinrich Burckhardt 24 Fenster. Die Fenster der Kirche Saint-Martin in Masevaux im Département Haut-Rhin im Elsass wurden bei einem Brand im Jahr 1966 zerstört. Für die Kirche von Logelbach, einem Vorort von Colmar, gestaltete er fünf Chorfenster. Auch die Stadtkirchen in Saalfeld und Meiningen in Thüringen und die Kirchen von Zillisheim, Haguenau, Altkirch und Dammerbach im Elsass wurden von der Münchner Glasmalerei Burckhardt mit Fenstern ausgestattet. Für die Martinskirche in Landshut schuf Burckhardt die Fenster der Seitenschiffe.

## Weitere Fenster
- 1872–1878: Fenster in der Kirche Saint-Didier in Willer-sur-Thur im Département Haut-Rhin (Elsass)[6]
- ab 1878: Neun Fenster für das Ulmer Münster, im Zweiten Weltkrieg zerstört[7]
- Fenster für die Pfarrkirche Exaltation-de-la-Sainte-Croix in Quemigny-Poisot im Département Côte-d’Or (Burgund)[8]
- Fenster für die Pfarrkirche Assomption-de-la-Bienheureuse-Vierge-Marie in Muhlbach-sur-Bruche im Département Bas-Rhin (Elsass)[9]
- Fenster für die Pfarrkirche Saint-Maurice in Mutzig im Département Bas-Rhin (Elsass)[10]
- Fenster für die Pfarrkirche Exaltation-de-la-Sainte-Croix in Dolleren im Département Haut-Rhin (Elsass)[11]
- Fenster für die Pfarrkirche Saint-Pantaléon in Gueberschwihr im Département Haut-Rhin (Elsass)[12]
- Fenster für die Pfarrkirche Notre-Dame-du-Roncier in Josselin im Département Morbihan (Bretagne)[13]

## Bleiglasfenster in der Kirche Saint-Didier in Willer-sur-Thur

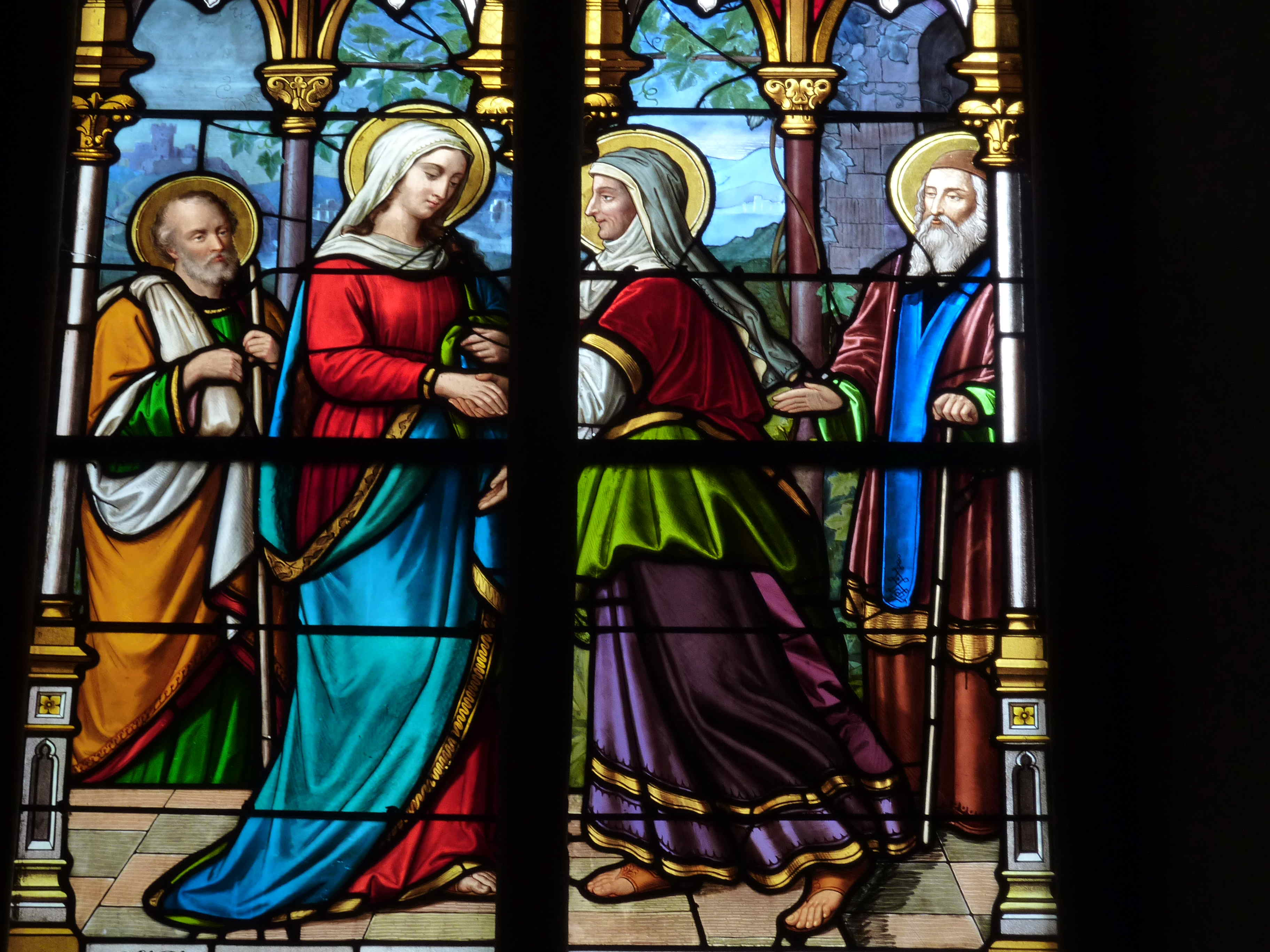
Heimsuchung
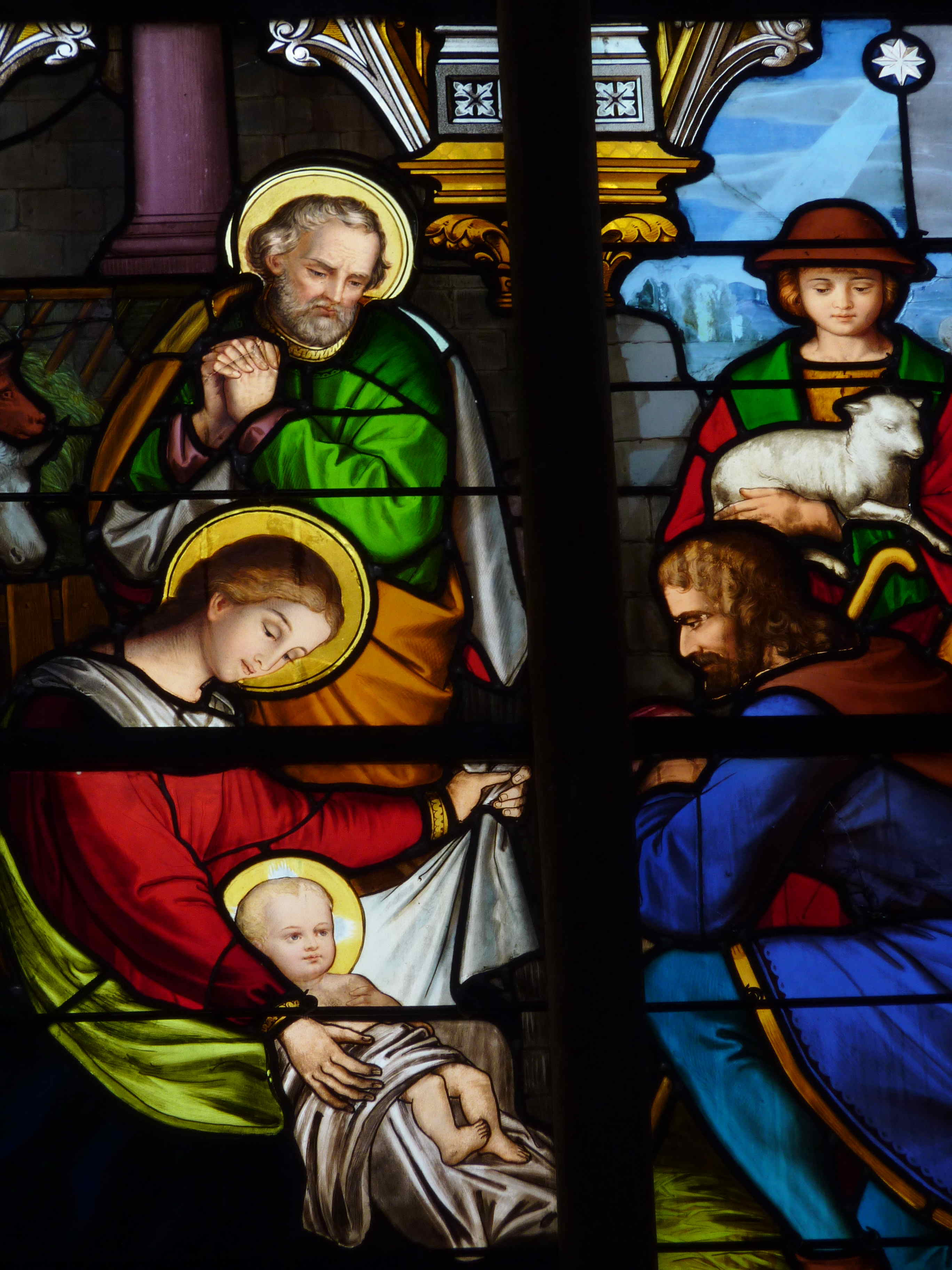
Anbetung der Hirten
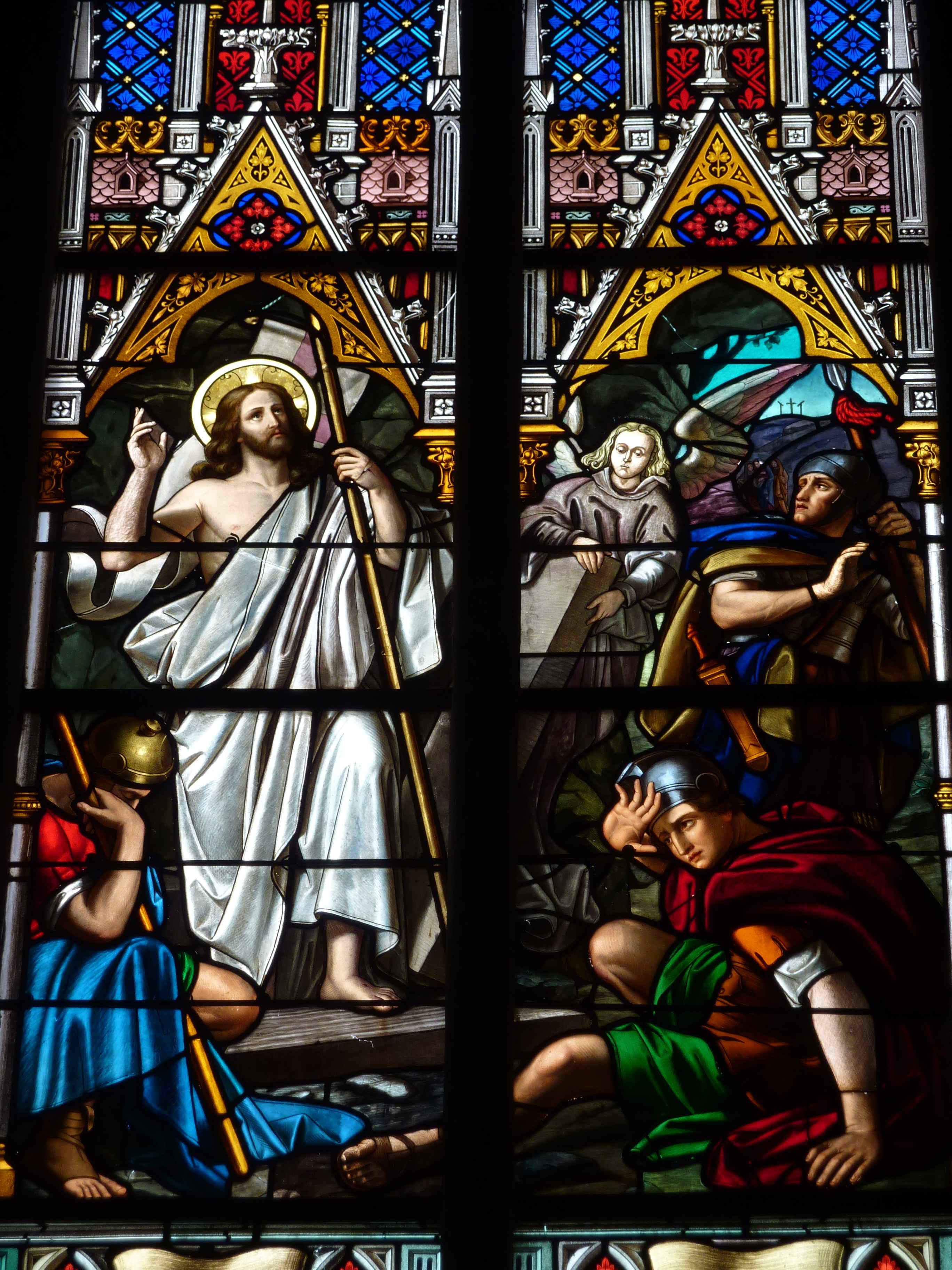
Auferstehung
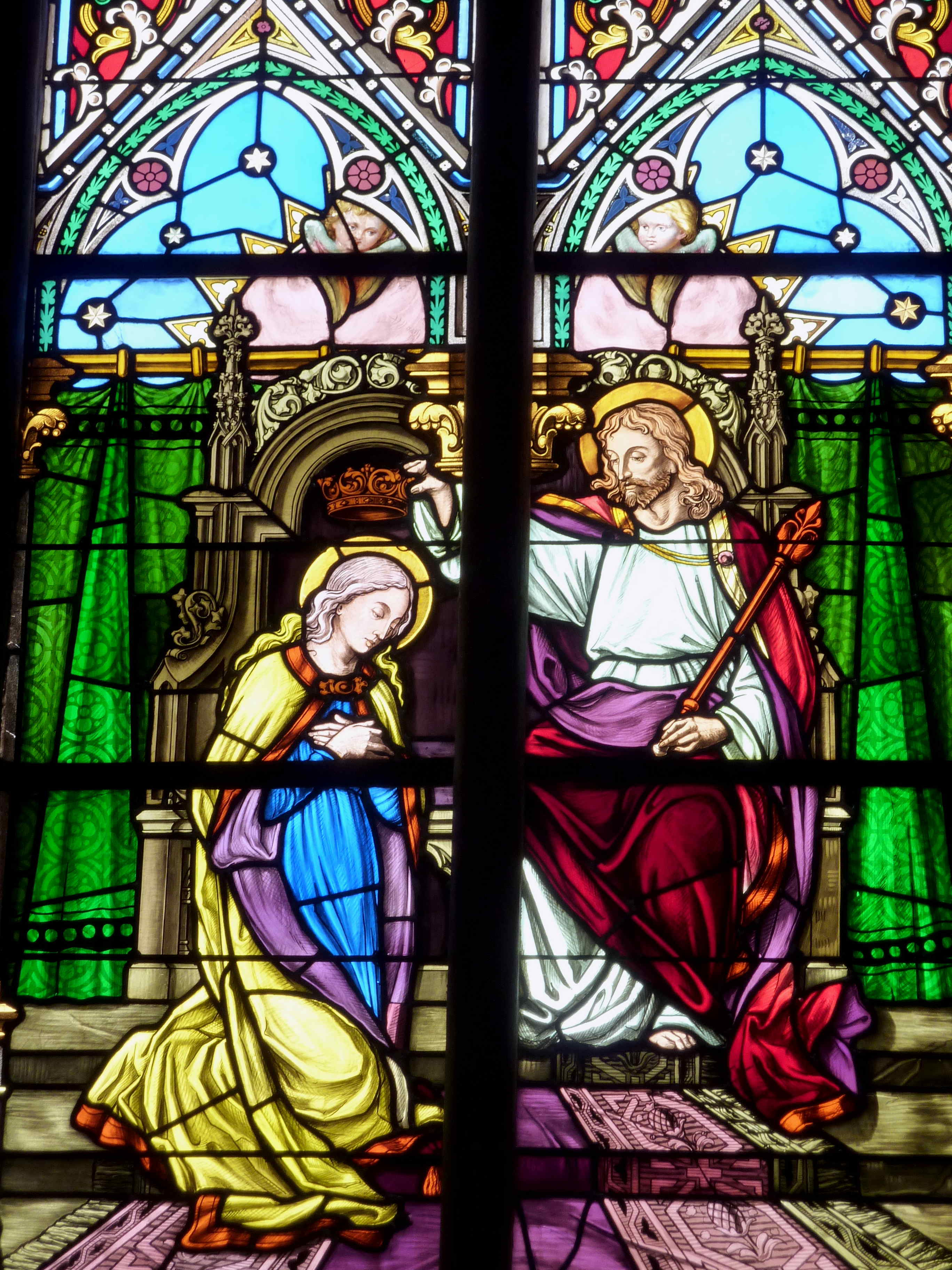
Marienkrönung